# Стрелец, Валерия Борисовна
Вале́рия Бори́совна Стреле́ц (род. 26 июня 1939) — советский и российский учёный в области изучения физиологических основ высших психических функций в норме и при психической патологии, физиолог, лауреат премии имени А. А. Ухтомского (2012).

## Биография
В 1985 году защитила докторскую диссертацию.
С 1997 года — профессор кафедры общей психологии и истории психологии Московского гуманитарного университета.
Читает на факультете психологии МосГУ базовый общепрофессиональный курс «Физиология высшей нервной деятельности» и авторский спецкурс «Психофизиология стресса».
Читает на факультете психологии МГУ курса «Физиология и патология высшей нервной деятельности».
Автор более 180 публикаций. Под её руководством защищено 4 кандидатские диссертации.

## Работа в научных организациях
- член специализированного совета Института высшей нервной деятельности и нейрофизиологии РАН
- член экспертного совета Российского гуманитарного научного фонда
- российский делегат в Международной Федерации нейрофизиологии
- член редколлегии Журнала Высшей нервной деятельности имени И. П. Павлова.

## Награды
- Премия имени А. А. Ухтомского (2012) — за цикл работ «Физиологические основы когнитивной деятельности в норме и при психических заболеваниях»
- Грамота Министерства здравоохранения РФ (1992) — за долголетнюю работу в системе здравоохранения